# Palacagüina
Palacagüina là một khu tự quản thuộc tỉnh Madriz, Nicaragua. Khu tự quản Palacagüina có diện tích 157 ki lô mét vuông. Đến thời điểm năm 2005, huyện Palacagüina có dân số 12825 người.